# Джагдіш Чандра Махіндра
Джагдіш Чандра Махіндра, якого зазвичай називають Дж. К. Махіндра (c 1892 – 1951), був індійським промисловцем і співзасновником Mahindra & Mahindra в 1945 році разом з Кайласом Чандрою Махіндрою та Маліком Гуламом Мохаммедом. Він є дідусем Ананда Махіндри, нинішнього голови Mahindra Group.

## Молодість і освіта
Народився в Лудхіані, штат Пенджаб, Індія, він був старшим із дев'яти дітей. Втрата батька в ранньому віці поклала на нього відповідальність за сім'ю. Він твердо вірив у силу освіти і подбав про те, щоб усі його брати й сестри старанно навчалися. Він відправив свого брата KC до Кембриджа.
Махіндра отримав ступінь у Вікторійському ювілейному технологічному інституті (VJTI) Бомбей (Бомбейський університет), одному з провідних інженерно-технічних інститутів Індії.

## Кар'єра
Махіндра розпочав свою кар'єру в Tata Steel, обіймаючи посаду старшого менеджера з продажу з 1929 по 1940 рік. Коли металургійна промисловість стала критичною під час Другої світової війни, уряд Індії призначив його першим контролером сталі в Індії.

## Mahindra & Mahindra
JC Mahindra та KC Mahindra об’єднали зусилля з Ghulam Mohammed і заснували Mahindra & Mohammed як металургійну компанію в Бомбеї. Через два роки Індія здобула незалежність, Гулам Мохаммед покинув компанію, щоб стати першим міністром фінансів Пакистану, а брати Махіндра почали виробництво джипів Willys у Бомбеї. Незабаром назву компанії змінили на Mahindra & Mahindra.

## Смерть
Махіндра помер від серцевого нападу в 1951 році.